# Огиг
Огиг (грч. Ὠγύγης или Ὤγυγος) је у грчкој митологији био прадавни владар Беотије.

## Митологија
Био је Беотов или Посејдонов син. Саградио је Тебу, па је једна од капија тог града названа његовим именом. У време његове владавине догодио се први потоп, пре онога у време Деукалиона и Дардана и 1020 година пре прве Олимпијаде. Најпре се могао видети предзнак; Вечерњача је изменила своју боју, величину и путању, а потом су воде прекриле све, чак и врхове високих планина попут Парнаса и тесалских планина. Од стихије се спасио Огиг и мала група његових пратилаца. Према неким изворима, са Тебом је имао кћерку Аулију, а приписује му се и кћерка Алалкоменија. Своју земљу је изгубио или од имиграната из Феникије или ју је преотео Кадмо, који се сматра оснивачем Тебе.
Према атичком предању, Огиг је био први краљ Атине и Елеусинов отац. Након потопа, Атина је остала пуста и без краља све до рођења Кекропа.